# José Agostinho
José Agostinho (Angra do Heroísmo, 1 de Março de 1888 – Angra do Heroísmo, 17 de Agosto de 1978), mais conhecido por tenente-coronel José Agostinho, foi um militar de carreira que se distinguiu como meteorologista e naturalista de renome internacional. Publicou algumas centenas de artigos sobre meteorologia, sismologia e biologia em matérias referentes aos Açores, para além de ter realizado mais de uma centena e meia de palestras radiofónicas sobre as mesmas matérias.

## Biografia
José Agostinho nasceu na freguesia de São Pedro da cidade de Angra do Heroísmo, filho de Manuel Agostinho, alferes reformado de artilharia, oriundo de Castelo Branco, e de Maria da Conceição Ferreira, oriunda da ilha do Pico. Fez os seus estudos preparatórios no Liceu de Angra do Heroísmo, terminando-os em Lisboa. Destinado a seguir a carreira militar, ingressou na Escola Politécnica em 1904, tendo terminado o respectivo curso em 1908. Frequentou depois a Escola do Exército, de onde se graduou ingressando na arma de Artilharia.
Na sua carreira militar integrou o Corpo Expedicionário Português enviado para França durante a Grande Guerra, tendo ali comandando uma bataria de artilharia. Pelo seu desempenho na frente de batalha foi condecorado com a Cruz de Guerra de 1.ª Classe e com o grau de Cavaleiro da Ordem Militar da Torre e Espada, do Valor, Lealdade e Mérito (10 de julho de 1920).
Terminada a guerra, regressou aos Açores, sendo colocado em 1918 como observador no Observatório Meteorológico de Ponta Delgada, na ilha de São Miguel, trabalhando em estreita colaboração com o naturalista (e coronel do Exército) Francisco Afonso Chaves, então director do Serviço Meteorológico dos Açores.
Quando em 1926 o coronel Afonso Chaves faleceu, sucedeu-lhe no cargo de director do serviço, o qual sob a sua direcção sofreu uma grande expansão, passando a dedicar-se também a obervações do campo magnético terrestre e a estudos de aerologia. Paralelamente foi-se afirmando como sismologista e naturalista, passando a corresponder-se com alguns dos principais naturalistas do tempo, recolhendo espécimes da fauna e flora dos Açores, que enviou aos principais centros de investigação e museus naturais.
Nesta fase publicou numerosos trabalhos científicos de diversos países e integrou diversas comissões internacionais nas áreas do geomagnetismo e geoelectricidade, de estudo da alta atmosfera e de meteorologia sinóptica.
Com a extinção, em Outubro de 1946, do Serviço Meteorológico dos Açores, por integração no Serviço Meteorológico Nacional, passou a meteorologista-chefe daquela instituição, chefiando a delegação dos Açores, aposentando-se, por atingir o limite de idade, a 1 de Maio de 1958. Era então tenente-coronel de Artilharia.
Para além da sua actividade como meteorologista profissional e como naturalista, exerceu uma extensa actividade de divulgação científica, tendo realizado centenas de palestras, incluindo uma longa série que foi radiodifundida pelo Rádio Clube de Angra, o que fez dele uma das personalidades açorianas mais conhecidas das décadas de 1950 e 1960.
Era membro de múltiplas sociedades científicas internacionais e sócio correspondente do Instituto de Coimbra e da Sociedade Broteriana.
Foi sócio fundador e presidente da Sociedade de Estudos Açorianos Afonso Chaves e de várias associações açorianas, entre as quais o Instituto Histórico da Ilha Terceira, a que presidiu de 1955 a 1957. Para além do seu labor como naturalista, também se interessou por assuntos de história e de etnologia, publicando diversos artigos sobre temáticas dessa área.
Foi oficial da Ordem Militar de Sant'Iago da Espada (21 de dezembro de 1928), comendador da Ordem Militar de Avis (5 de outubro de 1929), oficial da Ordem Militar de Cristo (5 de novembro de 1931), grande-oficial da Ordem Militar de Sant'Iago da Espada (17 de fevereiro de 1978) e oficial da Ordem do Império Britânico (22 de novembro de 1946). Esta última condecoração foi-lhe atribuída pelos serviços prestados às forças britânicas estacionadas na ilha Terceira durante a Segunda Guerra Mundial. 
Em sua homenagem o Observatório Meteorológico de Angra do Heroísmo é hoje denominado Observatório José Agostinho e uma das principais artérias da cidade de Angra do Heroísmo denomina-se Avenida Tenente Coronel José Agostinho. Uma listagem, embora incompleta, da sua obra foi coligida por Manuel Soares de Azevedo.

## Obras
Entre várias centenas de artigos e palestras, é autor das seguintes obras:
- «Um novo modelo de nefoscópio» in O Instituto : revista scientífica e litterária, vol. 71 (1924), pp. 459-463. Coimbra, 1924.
- «A new form of nephoscope» in The Meteorological Magagazine Vol. 60 (1925), p. 195.
- «Estudos Geofísicos nas Colónias : Dois problemas importantes» in A Terra : revista portuguesa de geofísica, n.º 14 (Junho de 1934), pp. 21-24
- «A obra do Coronel Chaves como meteorologista. A criação do Serviço Meteorológico dos Açores», in Correio dos Açores, 23 de julho de 1927.
- «Francisco Afonso Chaves: necrologia», in Bolletino Della Società Sismologica Italiana, 27 (2), Selci, 1927.
- «L’observation du movement des nuages à bord de navires», in La Météorologie, 4, Paris, 1928, pp. 315-318.
- «Le cyclone du 7-8 Janvier 1929 aux îles Açores» in La Météorologie : revue mensuelle de météorologie et de physique du globe, 1929 (V), pp. 271-274. Société Météorologique de France, Paris, 1929.
- «L'humidité absolue et la température de l'air» in Comptes rendus des séances de la Société météorologique de France. Procès-verbal de la réunion du 13 mai 1930, Supplément nº 5, pp.62
- 1930, Aves dos Açores - Um estudo de fauna ornitologica açoriana. Correio dos Açores, Ponta Delgada, 20 de Outubro.
- «The volcanoes of the Azores Islands» in Bulletin volcanologique : organe de l'Association de Volcanologie de l'Union géodésique et géophysique internationale, 8, pp. 27-30, 1931.
- A vida e a acção do coronel Francisco Afonso Chaves, Ponta Delgada: Ateneu Comercial, 1936.
- «Volcanic activity in the Azores. Report for 1933-1936» in Bulletin volcanologique : organe de l'Association de Volcanologie de l'Union géodésique et géophysique internationale, série II, tome II, vol. XVI (1937), pp. 183-192.
- Nomenclatura geográfica dos Açores. Nomenclatura Geográfica das Ilhas dos Açores. pp.: 20-21.
- Clima dos Açores :Generalidades. Açoreana, 2(1): 35-65. Angra do Heroísmo, 1938
- Clima dos Açores : Pressão atmosférica. Açoreana, 2(2): 107-118. Angra do Heroísmo, 1939.
- O clima dos Açores : O clima dos Açores no quadro dos climas mundiais. Açoreana, 3(1): 49-73. Angra do Heroísmo, 1942.
- Clima e vegetação. Açoreana, 4(2): 149-170. Angra do Heroísmo, 1947
- Climas de altitude nos Açores. 'Açoreana, 4(2): 171-181. Angra do Heroísmo, 1947
- «Quem descobriu os ventos alíseos?» in O Instituto : revista científica e literária, vol. 100 (1942), pp. 44-46. Coimbra, 1942
- «Sobre a data da viagem de descobrimenfo de Pero de Barcelos e João Fernandes Lavrador» in Boletim do Instituto Histórico da Ilha Terceira, vol. I (1943), pp. 41-49. IHIT, Angra do Heroísmo, 1943.
- «Diogo de Teive, povoador da Terceira, descobridor das ilhas das Flores e do Corvo, explorador dos mares do ocidente, não foi o responsável pelo desaparecimento de Jácome de Bruges» in Boletim do Instituto Histórico da Ilha Terceira, vol. I (1943), pp. 50-59. IHIT, Angra do Heroísmo, 1943.
- «História da Navegação do holandês João Hugo de Linschoot às Índias Orientais. Tradução e notas» in Boletim do Instituto Histórico da Ilha Terceira, vol. I (1943), pp. 145-168. IHIT, Angra do Heroísmo, 1943.
- «Os Açores, centro Permanente de estudos meteorológicos no Atlântico», in Açoreana, 3 (3) Angra do Heroismo: Tip. Andrade, 1944.
- 1944, Sobre a necessidade de se desenvolver os estudos do movimento do mar, em especial da houle e da calema. Associação Portuguesa para o Progresso das Ciências, 4.º Congresso, Porto, 3, 2.ª secção.
- «O monte Brasil : esboço monográfico» in Açoreana, Boletim da Sociedade Afonso Chaves, 4, pp. 343-355. Ponta Delgada, 1950
- 1954 Notas ornitológicas. Açoreana, Angra do Heroísmo, 5, 2: 184-186.
- Ornitologia açoreana : Notas sobre alguns trabalhos recentes. Açoreana, 2: 113-133. Angra do Heroísmo, 1935
- «Cervantes esteve nos Açores?» in Boletim do Instituto Histórico da Ilha Terceira, vol. VI (1948), pp. 56-60. IHIT, Angra do Heroísmo, 1948.
- «Pronuncia insular portuguesa pelo Prof. Francis Millet Rogers (tradução da Tenente-coronel José Agostinho)» in Boletim do Instituto Histórico da Ilha Terceira, vol. VIII (1950), pp. 194-222. IHIT, Angra do Heroísmo, 1950.
- «Pronúncia insular portuguesa : Pretensa influência flamenga, pelo Prof. Francis Millet Rogers (tradução de J. Agostinho)» in Boletim do Instituto Histórico da Ilha Terceira, vol. IX (1951), pp. 112-120. IHIT, Angra do Heroísmo, 1951.
- «Diogo de Teive. Novas luzes sobre a data da sua viagem aos mares do Ocidente» in Boletim do Instituto Histórico da Ilha Terceira, vol. IX (1951), pp. 203-210. IHIT, Angra do Heroísmo, 1951.
- «Diogo de Teive. New light on the date of his voyage to the Western Atlantic» in Boletim do Instituto Histórico da Ilha Terceira, vol. IX (1951), pp. 211-218. IHIT, Angra do Heroísmo, 1951.
- «Um emigrante açoriano, José Gonçalves Correia» in Boletim do Instituto Histórico da Ilha Terceira, vol. X (1952), pp. 204-238. IHIT, Angra do Heroísmo, 1952.
- «As literaturas portuguesa e brasileira na educação geral» in Boletim do Instituto Histórico da Ilha Terceira, vol. XI (1953), pp. 288-289. IHIT, Angra do Heroísmo, 1953.
- «A viagem do infante D. Pedro, duque de Coimbra» in Boletim do Instituto Histórico da Ilha Terceira, vol. XI (1953), pp. 289-290. IHIT, Angra do Heroísmo, 1953.
- «Diogo de Teive» in Boletim do Instituto Histórico da Ilha Terceira, vol. XI (1953), p. 290. IHIT, Angra do Heroísmo, 1953.
- «O Ciclone de 28 de Agosto de 1893», in Açoreana, Boletim da Sociedade Afonso Chaves, vol. V (1953), n.º 1, pp. 46-53 (existe separata).
- «Relato da sismicidade dos Açores e história sísmica do arquipélago com vista principalmente à delimitação das zonas onde são de aconselhar maiores precauções anti-sísmicas nas construções», Memória 108, Boletim da Ordem dos Engenheiros 4 (21), 1955, p. 1-4.
- «Os abalos sísmicos na ilha Terceira em dezembro de 1950 e em janeiro de 1951», Simpósio sobre a Acção de Sismos e sua Consideração no Cálculo das Construções, Comunicação n.º 9. Memórias da Ordem dos Engenheiros, 115. Boletim da Ordem dos Engenheiros, vol. IV, n.º 22 (15 de novembro de 1955), pp. 1-6.
- Protecção à Natureza. Aspectos do problema nos Açores. Boletim da Comissão Reguladora dos Cereais do Arquipélago dos Açores, 7(35): 159-161. Ponta Delgada, 1956
- 1960, A actividade vulcânica nos Açores. Açoreana, Angra do Heroísmo, 5, 4: 362-479.
- 1963, Dominantes histórico-sociais do povo açoriano. In Livro da II Semana de Estudos dos Açores. Angra do Heroísmo, Instituto Açoriano de Cultura: 141-163.
- Visiteurs occasionnels de l'hiver 1963 aux Açores, in Alauda, 31(4): 303-304.
- Variations dans l´avifaune des Açores. Alauda, 31(4): 305-306